# Nia Franklin
Nia Imani Franklin, née le 27 juillet 1993 à Winston-Salem en Caroline du Nord, est une compositrice de musique américaine. En juin 2018, elle est couronnée Miss New York (en) 2018, puis, le 9 septembre 2018, Miss America 2019.

### Source de la traduction
- (en) Cet article est partiellement ou en totalité issu de l’article de Wikipédia en anglais intitulé « Nia Franklin » (voir la liste des auteurs).